# 見つめて欲しい
「見つめて欲しい」（原題:Against All Odds(Take A Look At Me Now)）はイギリス人歌手、フィル・コリンズ（Phil Collins）が1984年2月にリリースした楽曲、およびそれを収録したシングル。ビルボード（Billboard）誌の集計では、フィル・コリンズ最大のヒット曲となった。
また、多くのアーティストによってカバーされている。

## レコーディングについて
当初、タイトルはHow Can You Just Sit There?の予定であった。この曲はフィル・コリンズのデビューアルバム、"夜の囁き"に収録される予定だった。収録されている曲のほとんどの歌詞の内容は離婚した前妻にむけるものである。そして、この曲は、テイラー・ハックフォード（Taylor Hackford）監督の映画『カリブの熱い夜』（Against All Odds）に使われた。カップリング曲The Searchは、『カリブの熱い夜』に使用されたインストゥルメンタルで、コリンズは関与していない。
1984年にUKチャート2位をマークし、彼自身3度目のチャート・トップ10ソングとなった。アメリカのビルボード誌では、1984年4月21日に週間ランキング第1位を獲得。ビルボード誌1984年年間ランキングは第8位。1985年にはグラミー賞で男性ベスト・ポップ・ヴォーカルパフォーマンス部門で受賞。アカデミー賞ではベストソング部門にノミネートされたが、受賞したのはスティーヴィー・ワンダーの「心の愛」であった。また、1984年、MTVでは年末に発表されるベストビデオトップ20で4位を獲得した。

## 音楽チャート (フィル・コリンズ)
| チャート (1984年)            | 最高位 |
| ---------------------------- | ------ |
| 全英シングルチャート         | 2      |
| アメリカ ビルボードホット100 | 1      |

## マライア・キャリーとウエストライフのバージョン
マライア・キャリーとアイルランド出身の男性ボーカルグループウエストライフによってカバーされた。ウエストライフ初のデュエットとして話題を呼び、イギリスのテレビや、コンサートでも披露されている。この曲の発売の経緯には、マライア・キャリー本人からの熱い要望があり叶った作品としていて、彼らの初のコラボレートシングルとなった。
ウエストライフの2枚目のアルバム『コースト・トゥー・コースト』、ベストアルバム『ザ・グレイテスト・ヒッツ～アンブレイカブル～ -アジア エディション-』に収録されており、マライア名義の作品には6枚目のアルバム『RAINBOW』のイギリスでの再発盤、『グレイテスト・ヒッツ』『＃1 インフィニティ』のインターナショナル盤などに収録されている。

### 日本盤 トラックリスト
1. 見つめて欲しい
2. 見つめて欲しい (アルバム・ヴァージョン／マライア・ソロ・ヴァージョン)
3. 見つめて欲しい (パウンド・ボーイズ・ラジオ・エディット)
4. 見つめて欲しい (インストゥルメンタル)

### デジタルEP トラックリスト
1. 見つめて欲しい - 3:21
2. 見つめて欲しい (Mariah Only) - 3:25
3. 見つめて欲しい (Pound Boys Radio Edit) - 3:37
4. 見つめて欲しい (Pound Boys Main Mix) - 9:09
5. 見つめて欲しい (Pound Boys Deep Dub) - 8:12
6. 見つめて欲しい (Pound Boys Dub) - 6:56

### チャート成績
| Chart                              | Peak position |
| チャート (2000年)                  | 最高位        |
| ---------------------------------- | ------------- |
| ブラジル シングル チャート         | 1             |
| 全英シングルチャート               | 1             |
| スコットランド                     | 1             |
| スウェーデン シングル チャート     | 3             |
| イタリア シングル チャート         | 17            |
| フランス シングル チャート         | 18            |
| オランダ語圏地域 シングル チャート | 20            |
| スイス シングル チャート           | 20            |
| カナダ シングル チャート           | 22            |
| ドイツ シングル チャート           | 29            |
| 日本 オリコン                      | 78            |